# Stemma di Ferrara
Lo stemma di Ferrara è costituito da uno scudo perale diviso orizzontalmente a metà, con la parte superiore di color nero e la parte inferiore di color argento. Lo scudo è timbrato da una corona ducale, ricordo del periodo ducale della città.

## Blasonatura

Gonfalone della città

Lo stemma, approvato con D.C.G. № 10861 del 2 giugno 1934, ha la seguente blasonatura:
La descrizione del gonfalone è la seguente:
Il gonfalone è decorato dalle seguenti onorificenze:
- Medaglia d'oro al valor militare.

## Storia

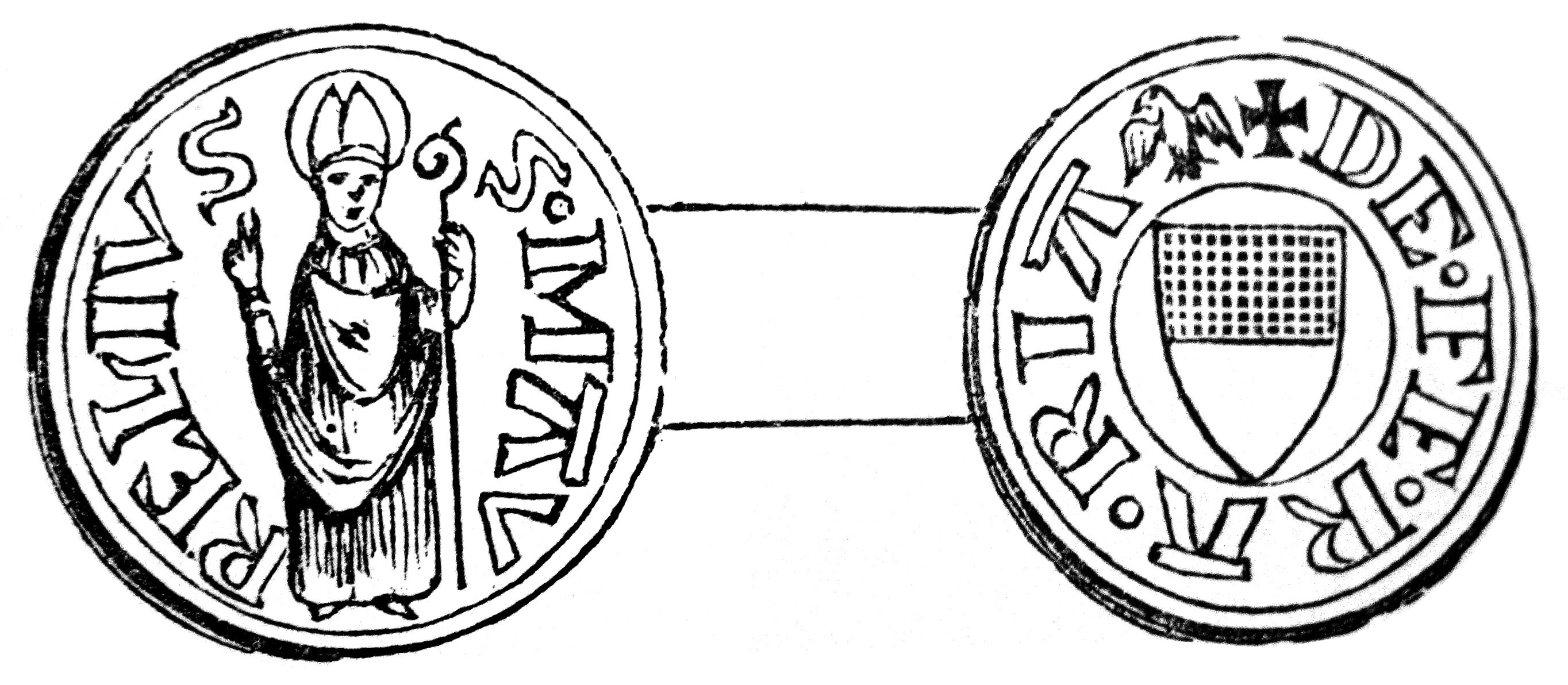
Quattrino ferrarese del 1381 che riporta lo stemma del comune.

Anche se Ferrara ebbe un proprio carroccio, denominato nelle cronache estensi Blancardo o Biancardo (il che sa supporre che fosse ricoperto di stoffa bianca o, essendo solitamente il panno di due colori, bianca e nera), non sono però sopravvissute prove di quali fossero le insegne cittadine usate su di esso. Un'altra ipotesi è che l'arma tragga origine dalle lotte tra guelfi (che usavano il colore nero) e ghibellini (che usavano il colore bianco) e che indichi la vittoria in Ferrara dei primi sui secondi. Si ipotizza anche un'origine risalente al X secolo ma non ci sono prove in merito, mentre del sigillo usato da comune sappiamo che riportava in una losanga San Giorgio a cavallo con la legenda Ferrariam cordi tenes o Sancte Giorgi. Una cronaca del 1233 riporta che durante un arbitrato a Verona le città interessate, tra cui vi era Ferrara, intervennero cum Carrocciis,  et cum insignis e vexillis cosa che parrebbe indicare che il comune usasse uno stemma. La prima prova materiale dell'esistenza dello stemma quale noi lo conosciamo è una moneta apparsa tra il 1346 e il 1348 detta Ferrarino e sul quale appariva da un lato l'aquila degli Este mentre dall'altro vi era una F (iniziale di Feraria) e lo stemma cittadino; l'esempio successivo è del 1381, l'arme compare su un quattrino fatto coniare da Niccolò II d'Este. Lo stemma cittadino fu poco usato negli atti pubblici del comune durante la dominazione estense ma veniva dipinto sulle porte della città, sulle torri di confine e sui pubblici edifici, mentre venne usato costantemente tra il 1598 e il 1860, quando la città fu sotto controllo dello Stato Pontificio. Compariva sempre accompagnato dagli stemmi del cardinale legato a Latere e del Giudice de' Savi (il sindaco).

Stemma concesso da Napoleone Bonaparte

Con la rivoluzione francese e la discesa degli eserciti francesi in Italia tutti gli stemmi, considerati simboli di schiavitù, vennero aboliti ma, successivamente, Napoleone Bonaparte ripristinò la possibilità di avere un blasone e per evitare abusi il 17 gennaio 1812 decretò dalle Tuileries che nessuna città, nessun comune o pubblico stabilimento avesse ad esporre stemma particolare se prima non ne avesse ottenuta la espressa concessione con lettere patenti. Questo era anche un modo per portare soldi all'erario, infatti tutte le città dovevano pagare una tassa rapportata alla loro ricchezza. Comunque Ferrara, all'epoca capoluogo del dipartimento del Basso Po, inoltrò la relativa richiesta, pagando una tassa di 400 lire dell'epoca, e, una volta accolta la domanda, ricevette la relativa concessione siglata dall'imperatore il 9 gennaio 1813 e sigillata a Milano dal cancelliere guardasigilli della corona Melzi d'Eril il 18 febbraio. 

Stemma nella versione sannitica, non più usato dall'amministrazione comunale

Il decreto riportava la seguente blasonatura:
Il canton franco indica il rango di città di prima classe di Ferrara, mentre l'aggiunta del libro riportante la cetra è dovuta alla volontà di ricordare Ludovico Ariosto, sommo poeta ferrarese.
Caduto Napoleone, e con esso il Regno d'Italia di cui Ferrara faceva parte, lo stemma ritornò alla primitiva semplicità con un ornamento di vegetazione palustre, a ricordare l'originario stato paludoso dei dintorni della città, e conservando la corona ducale. La corona fu per un certo periodo erroneamente sostituita da una corona marchionale ma la concessione di Papa Clemente VIII, in cui è riportato che la città riceve il titolo di nobilissima e può fregiarsi della corona gemmata, e l'investitura di Ercole I d'Este a duca di Ferrara nel 1471 dimostrano che la corona corretta è quella ducale.
Lo stemma della città è anche riportato nella parte superiore dell'arma dell'omonima provincia concesso alla stessa con decreto del 17 marzo 1938.